# Jan Gozdawita
Jan herbu Gozdawa (?-1227) – biskup płocki od 1225.
Po śmierci biskupa Gedki w 1223 kapituła płocka dokonała niezgodnego wyboru jego następcy. Część poparła Jana, pozostali Guntera. Spowodowało to dwuletni wakans na stolicy biskupiej, zakończony rezygnacją Guntera i wstąpieniem Jana w 1225.
Niewiele wiadomo o samym Janie. Jan Długosz nazywa go w swoim Katalogu biskupów płockich „mężem znakomitym i roztropnym”.